# 環境フレンドリーホールディングス
株式会社環境フレンドリーホールディングス（英: Environment Friendly Holdings Corp.）は、コネクト株式会社などを傘下に持つ持株会社である。かつてはターボリナックスやCJ-LINXも持っており、LDHの関連企業だった。子会社のターボリナックスはLinuxディストリビューションTurbolinuxの開発を行っていた。
当初社名はパシフィック・ハイテック→ターボリナックス ジャパン→ターボリナックスと変わった。なお、米Turbo Linux（旧:米Pacific HiTech）とは関係はあるが別会社である。
2008年10月までは株式会社LDH（旧:ライブドアホールディングス←ライブドア<2代目>）の子会社であった。
2009年5月1日にTLホールディングス株式会社へ商号変更し、ソフトウェア開発部門を分社化し新たにターボリナックス株式会社を設立した。
2013年4月1日にTLホールディングス株式会社からターボリナックスHD株式会社へ商号変更した。その後、2014年4月1日に株式会社ジオネクストに、2019年4月1日に株式会社FHTホールディングスに商号変更したのち、2024年4月1日に株式会社環境フレンドリーホールディングスに商号変更した。

## 現在の傘下企業
- 株式会社東環

ビルメンテナンス（運営、管理、修繕工事）
- バイオガム社（オーストラリア）

オーストラリアで ソルガム を原料としたバイオマスエネルギー製造 
- コネクト株式会社

ITネットワーク構築支援、アプリケーションサーバー運営 
- エリアエナジー株式会社

東京都台東区に本社を置く、太陽光発電所の施工、運営、管理 
- アイレス株式会社

機械式立体駐車場の設置、保守、点検 

## 過去の傘下企業
- ターボリナックス株式会社（～2019年12月31日）
  - ターボシステムズ株式会社（～2011年3月25日）
  - Turbolinux China（～2016年10月3日）
  - Turbolinux India Private（～2012年3月30日）
- ターボソリューションズ株式会社（～2010年8月31日）
- CJ-LINX株式会社（～2011年3月30日）
  - Shanghai CJ-LINX
  - OPENECO
  - 上海万源酵素生物有限公司
  - 上海衆儀労務サービス有限公司
  - 上海春天国際旅行社有限公司（～2010年11月）
- CJ-LINX Finance株式会社（～2011年3月30日）
- CJ-LINX Capital Management（～2011年清算結了）
- エイ・エス・ジェイ有限責任事業組合（休眠中）
- プラスワン株式会社（2013年3月11日～2013年12月27日）
- 日本地熱発電株式会社（2014年2月4日～2018年6月30日）
- 株式会社遺伝子治療研究所（2014年5月16日～2016年2月19日）
- 株式会社仙真堂（2014年7月31日～2016年5月16日）

## 歴史

### 黎明期
- 1992年 - （米Pacific HiTech設立[11]。）
- 1994年7月 - （米Pacific HiTechがMacSourceを発売。）
- 1995年7月 - コンピュータ用ソフトウェアの開発・輸入及び販売を目的としてパシフィック・ハイテック株式会社が設立される。
- 1995年8月 - （米Pacific HiTechがInfoMac VIを発売[12]。）
- 1996年11月 - （米Pacific HiTechがInfoMac Xを発売[13]。）
- 1997年3月 - （米Pacific HiTechがAppleで開発されたMkLinux DR 2.1を販売。）
- 1997年4月 - （米Pacific HiTechがInfoMac XIを発売[14]。）
- 1997年7月 - （米Pacific HiTechがDebian JP ProjectにDebian + Debian JPのCD-ROMを作っても良いと答える[15]。）
- 1997年12月 - Turbolinux日本語版1.0 発売。
- 1998年7月? - （米Pacific HiTechがMkLinuxとPPCのネイティブなLinuxカーネルポートの両方を収録したTurboLinux/PPCを発売[16]。）
- 1998年8月 - （米Pacific HiTechが日本Linuxユーザ会からLinuxTM に関する公開質問状が送られる[17]。）
- 1998年10月22日 - Turbolinux日本語版3.0 発表（12月5日発売）。
- 1999年3月18日 - Turbolinux Server 日本語版 1.0 出荷開始。
- 1999年6月7日 - TurboLinux日本語版4.0 発表 （7月9日発売）[18]。
- 1999年7月1日 - 親会社の米Pacific HiTechがTurbolinuxに名前を変更したのに合わせ、社名をターボリナックスジャパン株式会社に変更[19]。
- 2000年1月10日 - （米Turbolinuxが中国でTurbolinuxの販売実績が Windows 98を上回ったと発表。）
- 2000年2月22日 - TurboCluster Server 4.0J 発売。
- 2000年3月22日 - （米TurbolinuxがIA-64対応Turbolinuxを公開。IA-64に対応した初のディストリビューションとなる。）
- 2000年4月7日 - Turbolinux Workstation日本語版6.0発売開始。初回限定でVMware Expressを同梱。
- 2000年5月11日 - Turbolinux Server日本語版 6.1 発表。
- 2000年6月1日 - ターボリナックスジャパンが14%出資しているミラクル・リナックス社がビジネスを開始[20]。
- 2000年7月12日 - Oracle8i対応OSとしてTurbolinux Server日本語版 6.1が認定される。
- 2000年11月15日 - Miracle Linuxと完全互換[21]の製品であるTurbolinux DataServer 6 for Oracle8iを発売[22]し、共同マーケティングを行う。
- 2001年 - 北京の現地企業と共同出資し、北京拓林思軟件有限公司(Turbolinux China Co., Ltd.)を設立。
- 2001年9月7日 -　Turbolinux 7 Workstation 発売開始。
- 2001年11月1日 - 矢野広一が代表取締役社長となる[23]。
- 2002年5月30日 - United Linuxの共同開発を発表。
- 2002年5月31日 - Turbolinux 8 Workstation 発売開始。

### SRA時代
- 2002年8月 - SRAが米TurbolinuxからLinux事業を買収、日本法人のターボリナックス ジャパンの株式を100%取得し、ターボリナックス ジャパンはSRAの子会社となる。社名をターボリナックス株式会社に変更。米国の社員を削減し、日本に事業を集約[24]。米TurbolinuxはCENTERLEXに社名を変更[25]。
- 2002年11月20日 - United Linux 1.0を発表。
- 2003年4月23日 - Turbolinux 8 for AMD64を発表。
- 2003年8月21日 - 北京拓林思軟件有限公司がターボリナックスの関連会社となる。
- 2003年10月2日 - Linuxカーネル2.6を搭載した。Turbolinux 10 Desktopを発表
- 2004年4月27日 - Windows Mediaに対応したTurboメディアプレイヤーを発表。同日発表のTurbolinux 10F...にバンドルされる。

### ライブドア時代
- 2004年5月6日 - ライブドアの子会社となる。
- 2004年10月20日 - 「ターボリナックス ホーム」を発表（11月12日より発売）。富士ソフトの年賀状作製アプリケーション筆ぐるめを共同でLinuxに移植してバンドルした。
- 2005年8月5日 - Turbolinux 10 Desktop をもとにカスタマイズした Turbolinux PersonalおよびPersonalにマルチメディア機能を追加したTurbolinux Multimediaをソースネクストから発売。
- 2005年9月15日 - 大阪証券取引所ヘラクレス上場。
- 2005年9月27日 - デュアルコア対応のTurbolinux 10 Server x64 Editionを発表（10月14日より発売）。
- 2005年10月20日 - Turbolinux FUJI(version 11)を発売（11月25日より発売）。
- 2006年4月 - ゼンド・ジャパンを買収し、イスラエルにあるZend Technologiesと販売権契約を結ぶ[26]。
- 2006年8月 - 株式交換によりレーザーファイブ（旧五橋研究所OS事業部）を100%子会社化[27]。
- 2007年2月23日 - wizpy（ウィズピー）発売。
- 2007年10月22日 - 新規子会社として、エイミーストリートジャパン株式会社を設立。
- 2007年10月23日 - マイクロソフトと相互運用性の向上と知的財産の保証を含む包括的な協業契約を締結。
- 2007年11月30日 - Turboliunux 11 Serverを発売。
- 2007年12月5日 - 子会社のエイミーストリートジャパンが音楽配信サービスを開始。
- 2008年1月16日 - Mandrivaと、両者の基礎部分を共同して開発するプロジェクトManbo-Labsに協力[28]。
- 2008年2月19日 - 子会社のレーザーファイブが同年4月1日付けでターボ ソリューションズに名前を変更すると発表[29][30]。
- 2008年4月1日
  - 新規子会社として、上海拓林思軟件有限公司（Shanghai Turbolinux Software Inc.）を設立。マイクロソフトとの相互運用性の向上はここが担当。
  - 子会社のレーザーファイブが社名をターボソリューションズ株式会社（Turbo Solutions K.K.）に変更。
- 2008年8月29日 - Turboliunux Client 2008を発売。
- 2008年10月16日 - 新日本投資事業から5億円を調達し、新規事業である中国での日系企業向けデータセンター・IP電話事業の資金に当てるとした。この際ターボリナックスがLDHの子会社でなくなった[31]。

### 衰退期
- 2008年12月16日 - 全従業員79人のなかから30人の希望退職者を募集[32]。
- 2009年2月10日 - 子会社のエイミーストリートジャパンが事業休止。
- 2009年5月1日 - 持株会社制に移行。それにより社名をTLホールディングス株式会社に変更。同時に、Linuxプロダクト事業を分社化し、子会社「ターボリナックス株式会社」を設立[33]。
- 2010年8月31日 - TLホールディングスがターボソリューションズの株式をセガサミーホールディングスの子会社の日本マルチメディアサービス（後のジェイエムエス・ユナイテッド）に譲渡[34] （新社名はJMSソリューションズ。その後インフィニトークに変更される[35]）。
- 2011年3月25日 - ターボシステムズの株式をターボシステムズ代表取締役社長の谷口剛に譲渡したことで、ターボシステムズがTLホールディングスの関連会社から外れる[36]。
  - 3月30日 - TLホールディングスがCJ-LINXとCJ-LINX Financeの株式を、不動産業やイベント業などを行っている株式会社マウンテンピースプロモーションに譲渡[37]。
  - 2012年
- 3月30日 - 子会社のターボリナックス株式会社が、孫会社Turbolinux India Private Limitedの保有株式を全てインディアアクションプラン株式会社に譲渡。
- 7月1日 - 子会社のゼンド・ジャパンが社名をコネクト株式会社(konekto,Inc.)に変更[38]。
- 2013年1月8日 - zend.co.jp ドメインは、JBCC グループ傘下のイグアス株式会社により設立された、イグアス・ゼンド株式会社が運営[39]。
  - 4月1日 - 持株会社の社名をTLホールディングス株式会社からターボリナックスHD株式会社に変更[40]。
- 2014年4月1日 - 持株会社の社名をターボリナックスHD株式会社から株式会社ジオネクストに変更[41]。
- 2016年10月3日 - 北京拓林思軟件有限公司（Turbolinux China Co.,Ltd.）の保有全株式の譲渡完了[42]。
- 2019年4月1日 - 持株会社の社名を株式会社ジオネクストから株式会社FHTホールディングスに変更。
- 2019年10月15日 - 株式会社FHTホールディングスが、子会社のターボリナックス株式会社および株式会社A.I.ミドルウェアの解散を発表した。[43]
- 2019年12月31日 - ターボリナックスがソフトウェア流通事業をグループ会社であるコネクト株式会社に移譲、Turbolinuxに係る商標及びブランド事業をパートナー企業であるターボシステムズ株式会社に譲渡し、解散[44]。A.I.ミドルウェアが全事業をコネクト株式会社に移譲し解散した[45]。
- 2024年4月1日 - 持株会社の社名を株式会社FHTホールディングスから株式会社環境フレンドリーホールディングスに変更。